# Ornette Coleman

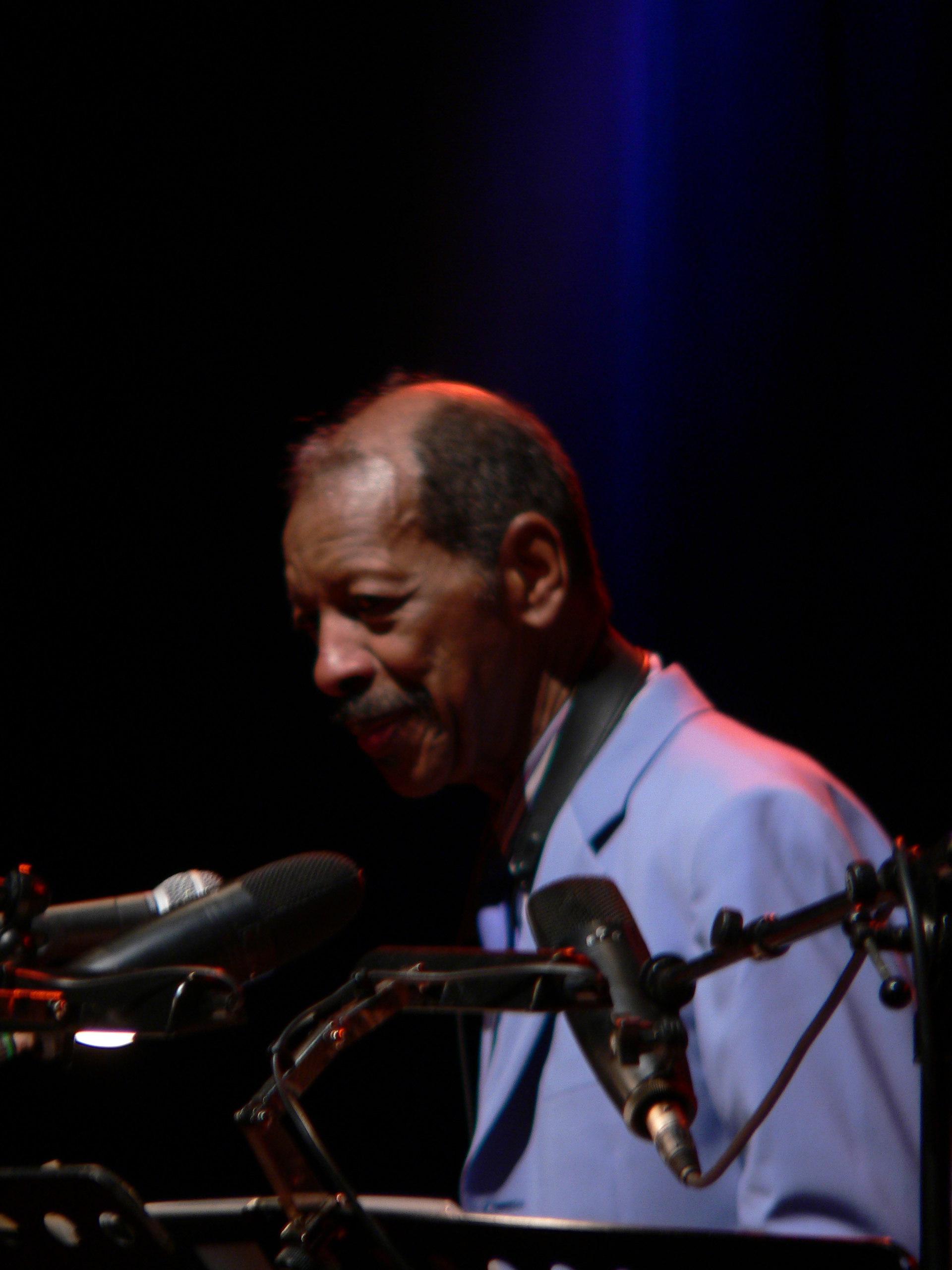
Ornette Coleman in Ludwigshafen, 2005

Randolph Denard Ornette Coleman (Fort Worth, 9 maart 1930 – New York, 11 juni 2015) was een Amerikaans jazzmuzikant en componist die als een van de grondleggers van de free jazz uit de jaren '50 en '60 gold. Hij speelde voornamelijk altsax, maar ook tenorsaxofoon, viool en trompet.

## Biografie
Coleman leerde zichzelf op zijn veertiende noten lezen en saxofoon spelen. Vanaf zijn negentiende speelde Coleman in diverse rhythm & bluesbands waarmee hij door Amerika toerde. In 1950 kwam hij na wat omzwervingen met de band van Pee Wee Crayton terecht in Los Angeles. Daar werkte hij om in zijn levensonderhoud te voorzien onder meer als liftbediende.
Colemans muzikale opvattingen waren voor die tijd onorthodox te noemen. Hij was minder geïnteresseerd in het spelen van gestructureerde harmonie en akkoordenprogressie en meer in dissonant solospel. Toenmalige bandleiders begrepen Colemans opvattingen soms niet en hij werd derhalve voortdurend ontslagen. Hij had moeite om gelijkgestemde muzikanten te vinden, maar werkte wel voor een korte periode met pianist Paul Bley.
Hij formeerde het Ornette Coleman Quartet met Don Cherry (trompet), Billy Higgins (drums) en Charlie Haden (bas), en nam in 1958 zijn eerste album op, Something Else!!!!. Coleman bedoelde Free Jazz gewoon als titel van zijn album uit 1961, maar zijn groeiende reputatie plaatste hem in de voorhoede van de jazzvernieuwing. Free jazz werd daardoor al snel beschouwd als een nieuw genre, ook al was Coleman niet onverdeeld gelukkig met de nieuwe term. Colemans geïmproviseerde albums zonder vooraf vastgestelde toonsoort en melodie lokten veel discussie uit, en hij ontwikkelde zich in deze periode tot zowel de meest toonaangevende als meest bekritiseerde free jazzmusicus. Zijn stijl beïnvloedde artiesten als John Coltrane en Albert Ayler.
In zijn latere carrière begon hij zich toe te leggen op elektrische instrumenten. Hij formeerde in 1976 de groep Prime Time, waarin hij avant-gardejazz met funk combineerde.
In 2007 werd Coleman een Grammy voor lifetime achievement toegekend. Zijn album Sound Grammar won datzelfde jaar een Pulitzer-prijs voor muziek.
In 2010 was Coleman "artist in residence" op het North Sea Jazz Festival in Rotterdam en speelde hij drie concerten, onder andere met Charlie Haden. Op 12 juni 2011 verscheen Coleman onaangekondigd op het Moers Festival in de Duitse stad Moers. Het bleek een cadeau van de organisatie en van Coleman aan de bezoekers in het kader van het 40-jarige jubileum van het free jazzfestival.

## Discografie
- Something Else!!!! (1958)
- Coleman Classics Vol. 1 (1958)
- Tomorrow Is the Question! (1959)
- The Shape of Jazz to Come (1959)
- Change of the Century (1959)
- This Is Our Music (1960)
- Free Jazz (1960)
- Ornette! (1961)
- Ornette on Tenor (1961)
- The Art of the Improvisers (1961)
- Twins (1961)
- Beauty Is a Rare Thing (1961)
- Town Hall (1962)
- Chappaqua Suite (1965)
- An Evening with Ornette Coleman (1965)
- Who's Crazy Vol. 1 & 2 (1965)
- The Paris Concert (1965)
- Live at the Tivoli (1965)
- At the "Golden Circle" Vol. 1 & 2 (1965)
- Ornette Coleman: The Empty Foxhole (1966)
- The Music of Ornette Coleman - Forms & Sounds (1967)
- The Unprecedented Music of Ornette Coleman (1968)
- Live in Milano (1968)
- New York Is Now (1968)
- Love Call (1968)
- Ornette at 12 (1968)
- Crisis (1969)
- Man on the Moon/Growing Up (1969)
- Broken Shadows (1969)
- Friends and Neighbors (1970)
- Science Fiction (1971)
- European Concert (1971)
- The Belgrade Concert (1971)
- Skies of America (1972)
- J for Jazz Presents O.C. Broadcasts (1972)
- To Whom Who Keeps a Record (1975)
- Dancing in Your Head (1976)
- Body Meta (1976)
- Soapsuds, Soapsuds (1977)
- Of Human Feelings (1979)
- Opening the Caravan of Dreams (1983)
- Prime Time/Time Design (1983)
- Song X (1985)
- In All Languages (1987)
- Live at Jazzbuehne Berlin (1988)
- Virgin Beauty (1988)
- Naked Lunch (1991)
- Tone Dialing (1995)
- Sound Museum - Hidden Man & Three Women (1996)
- Colors: Live from Leipzig (1997)
- Sound Grammar (2006)